# Basketbol'nyj klub UNICS 2011-2012
Questa voce raccoglie le informazioni riguardanti il Basketbol'nyj klub UNICS nelle competizioni ufficiali della stagione 2011-2012.

## Stagione
La stagione 2011-2012 del Basketbol'nyj klub UNICS è la 15ª nel massimo campionato russo di pallacanestro, la Professional'naya basketbol'naya liga.

## Roster
Aggiornato al 3 novembre 2021
| UNICS Kazan' 2011-12 | UNICS Kazan' 2011-12 |
| Giocatori            | Staff tecnico        |
| -------------------- | -------------------- |

| N. | Naz.                                                     | Ruolo | Nome                 | Anno | Alt.   | Peso   |  |
| -- | -------------------------------------------------------- | ----- | -------------------- | ---- | ------ | ------ |  |
| 4  | Stati Uniti (bandiera)                                   | G     | Terrell Lyday        | 1978 | 191 cm | 90 kg  |  |
| 5  | Russia (bandiera)                                        | G     | Dmitrij Golovin      | 1988 | 192 cm | 88 kg  |  |
| 7  | Russia (bandiera)                                        | AP    | Igor' Zamanskij      | 1977 | 202 cm | 94 kg  |  |
| 9  | Russia (bandiera)                                        | PG    | Pëtr Samojlenko (C)  | 1977 | 187 cm | 85 kg  |  |
| 10 | Slovenia (bandiera)                                      | A     | Boštjan Nachbar      | 1980 | 205 cm | 100 kg |  |
| 11 | Russia (bandiera)                                        | G     | Zachar Pašutin       | 1974 | 196 cm | 95 kg  |  |
| 12 | Bielorussia (bandiera)                                   | AC    | Uladzimir Verameenka | 1984 | 210 cm | 107 kg |  |
| 13 | Stati Uniti (bandiera)                                   | P     | Lynn Greer           | 1979 | 188 cm | 82 kg  |  |
| 14 | Russia (bandiera)                                        | C     | Aleksej Savrasenko   | 1979 | 215 cm | 120 kg |  |
| 15 | Russia (bandiera)                                        | AC    | Pëtr Gubanov         | 1987 | 207 cm | 104 kg |  |
| 17 | Russia (bandiera)                                        | C     | Artëm Jakovenko      | 1988 | 205 cm | 115 kg |  |
| 21 | Stati Uniti (bandiera) · Russia (bandiera)               | A     | Kelly McCarty        | 1975 | 201 cm | 107 kg |  |
| 32 | Australia (bandiera)                                     | C     | Nathan Jawai         | 1986 | 207 cm | 127 kg |  |
| 33 | Russia (bandiera)                                        | GA    | Evgenij Černjavskij  | 1984 | 194 cm | 78 kg  |  |
| 44 | Stati Uniti (bandiera) · Bosnia ed Erzegovina (bandiera) | G     | Henry Domercant      | 1980 | 193 cm | 95 kg  |  |
| 54 | Stati Uniti (bandiera) · Macedonia del Nord (bandiera)   | AG    | Mike Wilkinson       | 1981 | 204 cm | 112 kg |  |

| Allenatore |
| - Evgenij Pašutin                                                                                             |
| Assistente/i                                                                                                  |
| - Sergej Borisjuk - Roman Pašutin - Aleksandr Zrjadčikov Legenda - (C) Capitano - (IN) Inattivo - Infortunato |

## Mercato

### Sessione estiva
| Acquisti | Acquisti           | Acquisti             | Acquisti   | Acquisti |
| R.a      | Nome               | da                   | Modalità   |          |
| -------- | ------------------ | -------------------- | ---------- | -------- |
| G        | Henry Domercant    | Sptk. S. Pietroburgo | definitivo |          |
| C        | Nathan Jawai       | Partizan             | definitivo |          |
| AG       | Mike Wilkinson     | Lokomotiv Kuban'     | definitivo |          |
| AC       | Pëtr Gubanov       | Dinamo Mosca         | definitivo |          |
| C        | Aleksej Savrasenko | Chimki               | definitivo |          |
| G        | Dmitrij Golovin    | Nižnij Novgorod      | definitivo |          |
| P        | Lynn Greer         | Olimpia Milano       | definitivo |          |

| Cessioni | Cessioni          | Cessioni          | Cessioni       | Cessioni |
| R.       | Nome              | a                 | Modalità       |          |
| -------- | ----------------- | ----------------- | -------------- | -------- |
| C        | Slavko Vraneš     | Sanaye Mahshahr   | fine contratto |          |
| PG       | Marko Popović     | Žalgiris Kaunas   | fine contratto |          |
| C        | Hasan Rizvić      | Azov. Mariupol'   | fine contratto |          |
| P        | Amiran Amirchanov | Universitet-Jugra | fine contratto |          |
| G        | Nikolaj Padius    | Lokomotiv Kuban'  | fine contratto |          |
| AP       | Ricky Minard      | Azov. Mariupol'   | fine contratto |          |
| C        | Maciej Lampe      | Saski Baskonia    | fine contratto |          |

### Dopo l'inizio della stagione
| Acquisti | Acquisti        | Acquisti        | Acquisti        | Acquisti   |
| R.       | Nome            | da              | Data            | Modalità   |
| -------- | --------------- | --------------- | --------------- | ---------- |
| A        | Boštjan Nachbar | Free agent      | 16 gennaio 2012 | definitivo |
| C        | Artëm Jakovenko | Nižnij Novgorod | 8 marzo 2012    | prestito   |

| Cessioni | Cessioni        | Cessioni        | Cessioni        | Cessioni    |
| R.       | Nome            | a               | Data            | Modalità    |
| -------- | --------------- | --------------- | --------------- | ----------- |
| G        | Dmitrij Golovin | Nižnij Novgorod | 31 gennaio 2012 | rescissione |